# 硫黄オキシゲナーゼ/レダクターゼ
硫黄オキシゲナーゼ/レダクターゼ（Sulfur oxygenase/reductase）は、次の化学反応を触媒する酸化還元酵素である。
4 S + 4 H2O + O2 {\displaystyle \rightleftharpoons } 2 H2S + 2 HSO3- + 2 H+
反応式の通り、この酵素の基質は硫黄とH2OとO2、生成物は硫化水素と亜硫酸水素イオンとH+である。
組織名はsulfur:oxygen oxidoreductase (hydrogen-sulfide- and sulfite-forming)で、別名にSOR、sulfur oxygenase、sulfur oxygenase reductaseがある。